# Bief du Hateau
Le  bief du Hateau  est une section du canal d'Orléans comprise entre l’écluse de la Chaussée en amont et l’écluse du Hateau en aval. Il fait partie de la première section du canal construite par Robert Mahieu entre 1676 et 1678 entre Vieilles-Maisons-sur-Joudry et Buges.
D’une longueur de 850 m, le bief est entièrement situé sur la commune de Coudroy.

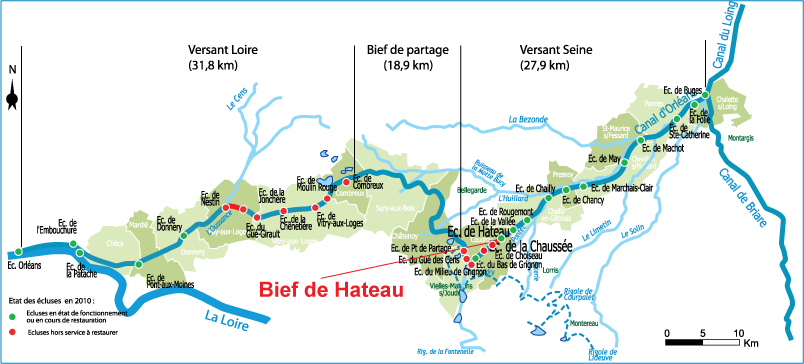
Situation du bief du Hateau sur le canal d’Orléans.

## Historique
Un premier tronçon du canal est creusé par Robert Mahieu  entre Vieilles-Maisons-sur-Joudry et Buges entre 1676 et 1678 et ouvert au transport du bois et du charbon. La construction du bief et de l’écluse du Hateau est réalisée dans cette première phase. La construction du canal jusqu’à la Loire est ensuite entreprise de 1681 à 1687 et est inaugurée en 1692.
De 1692 à 1793 le canal est en plein essor. De 1 500 à 2 000 bateaux remontent par an la Loire depuis Nantes pour gagner Paris. En 1793 le canal devient bien national. De 1807 à 1860, le canal est géré par une société privée, la Compagnie des canaux d’Orléans et du Loing, puis en 1863 sa gestion est confiée aux Ponts et Chaussées pour 91 ans
De 1908 à 1921, alors que le trafic de marchandises par voie fluviale est en pleine régression, des travaux prolongation du canal entre Combleux et Orléans sont entrepris. Avec l’extinction complète du trafic, le canal est déclassé en 1954 des voies navigables et entre dans le domaine privé de l’État.
En 1978 est créé le Syndicat mixte de gestion du canal d'Orléans, qui a pour objet la gestion, la promotion et l’animation de l’ensemble du domaine du canal. En 1984, le département du Loiret prend la gestion du domaine pour 50 ans, laissant au Syndicat la gestion courante du domaine, qui reste toujours propriété de l’État.

## Bief du Hateau

### Descriptif

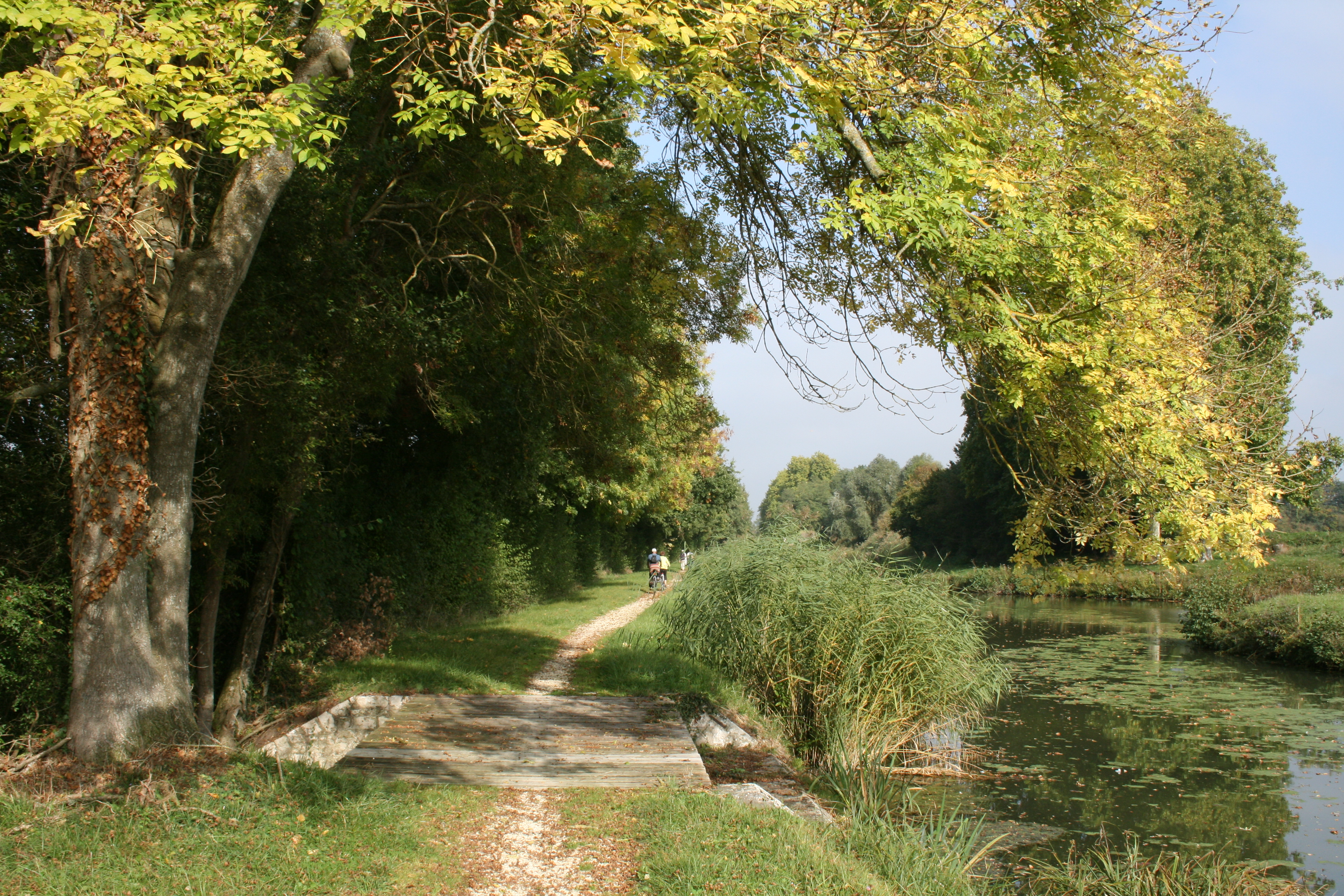
Chemin de halage et ouvrage hydraulique sur le bief du Hateau.

Le bief du Hateau s’étend sur une longueur de 850 m entre l’écluse de la Chaussée en amont et l’écluse du Hateau en aval. Il est entièrement situé sur la commune de Coudroy.
Le bief dispose d’une aire de retournement permettant d'envisager un retournement aisé pour la plupart des bateaux de plaisance. Cet aménagement se distingue par un élargissement conséquent du canal, au minimum de 4 m, sur une longueur maximale de 12 m. Elle est située en aval de l’écluse de la Chaussée.

### Travaux de réhabilitation du canal

#### Curage
Les exigences liées à la remise en navigation du canal imposent le gabarit suivant sur le canal : une hauteur d’eau minimale de 1,40 m, correspondant à un tirant d’eau de 1,20 met 0,20 m de pied de pilote et une largeur de canal en plafond de 8 m au moins. Ceci conduira à réaliser des travaux de curage des fonds des biefs pour libérer le tirant d’eau nécessaire aux bateaux. Sur le bief du Hateau, un volume total de l’ordre de 5 994 m3 de vases est à curer, soit, pour une longueur de bief curable de 788 m, un volume moyen de l’ordre de 7,6 m3/ml.

## Écluse du Hateau

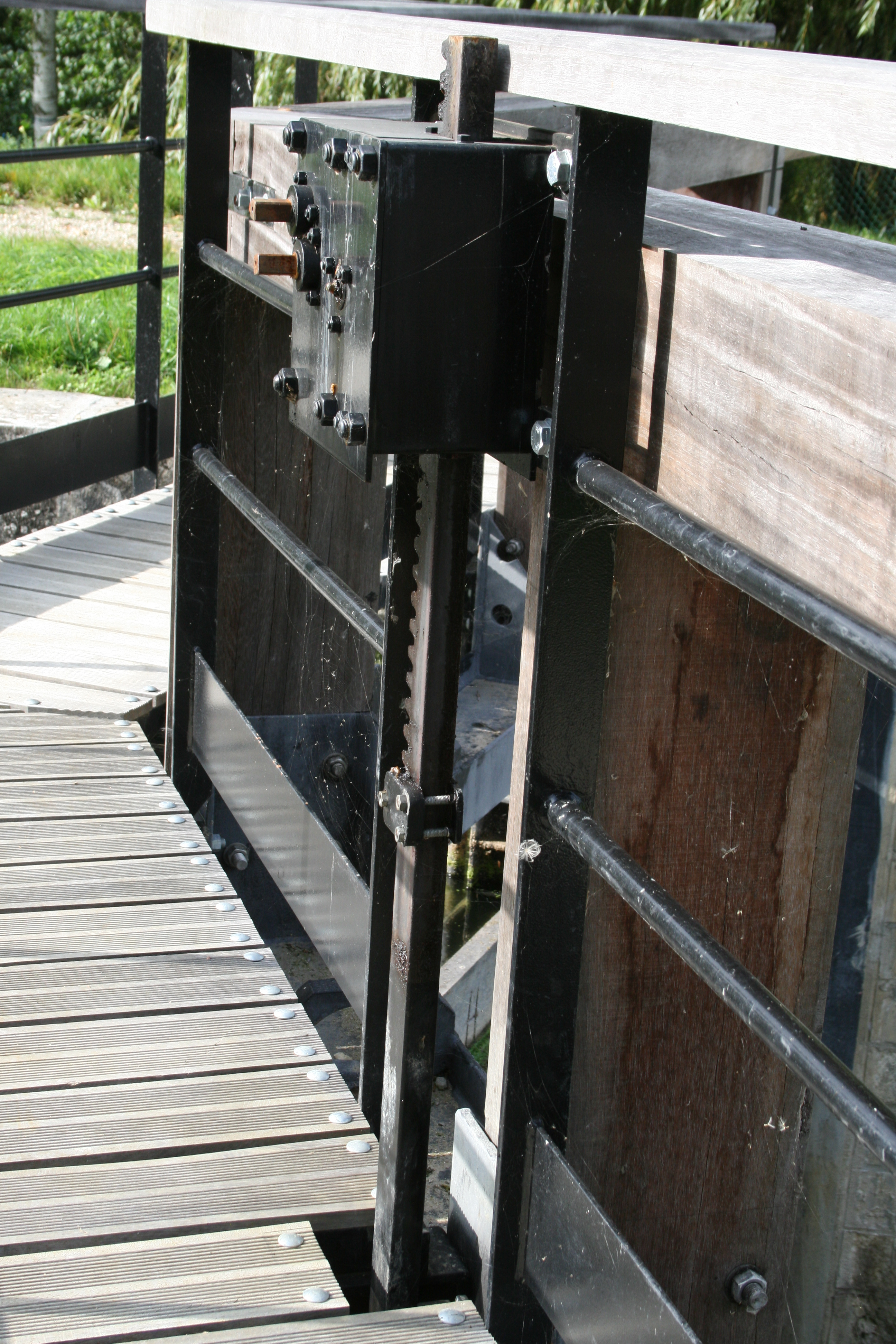
Crémaillère permettant d'actionner les vantelles.

L’écluse du Hateau présente une longueur de sas de 31,6 m, pour une largeur de 5,2 m. Les cotes NGF des différents éléments caractéristiques de l’écluse sont les suivantes : bief amont : 106,22, bief aval : 102,87, arase supérieure du bajoyer : 107,02. La hauteur de chute est donc de 3,35 m 
L’écluse du Hateau est fonctionnelle. Elle a été réparée en 2009.
Ces travaux ont consisté en :
- la réalisation de rainures de batardage aval ;
- le batardage en terre à l’amont de l’écluse ;
- le batardage aval au sein des rainures ;
- la démolition mur en béton armé amont ;
- le nettoyage général du radier du sas et des maçonneries ;
- le décroutage des ragréages en mortier sur les bajoyers ou les couronnements ;
- le remplacement des pierres éclatées par refouillement ;
- le traitement de la totalité des surfaces immergée des bajoyers par du béton projeté ;
- le rejointoiement des parements au droit des parties reconstituées et des parties les plus dégradées ;
- la réfection des buscs amont et aval (remplacement pièces en bois par une forme en béton armé comportant des ancrages aux maçonneries existantes) ;
- le refouillement du radier et scellement d’une nouvelle crapaudine ;
- le reprofilage des parties abîmées des chardonnets ;
- le remplacement des portes amont et aval par des vantaux équipés de vantelles et de crics de manœuvre manuels. Les portes sont manœuvrées par des balanciers. Il n’y a pas de cric ou de crémaillère sur les bajoyers ;
- la création d'échelles de sas ;
- la fourniture et la mise en œuvre de six bollards (trois par bajoyer).

Le coût de ces travaux s’est élevé à 325 100 euros.

Écluse du Hateau
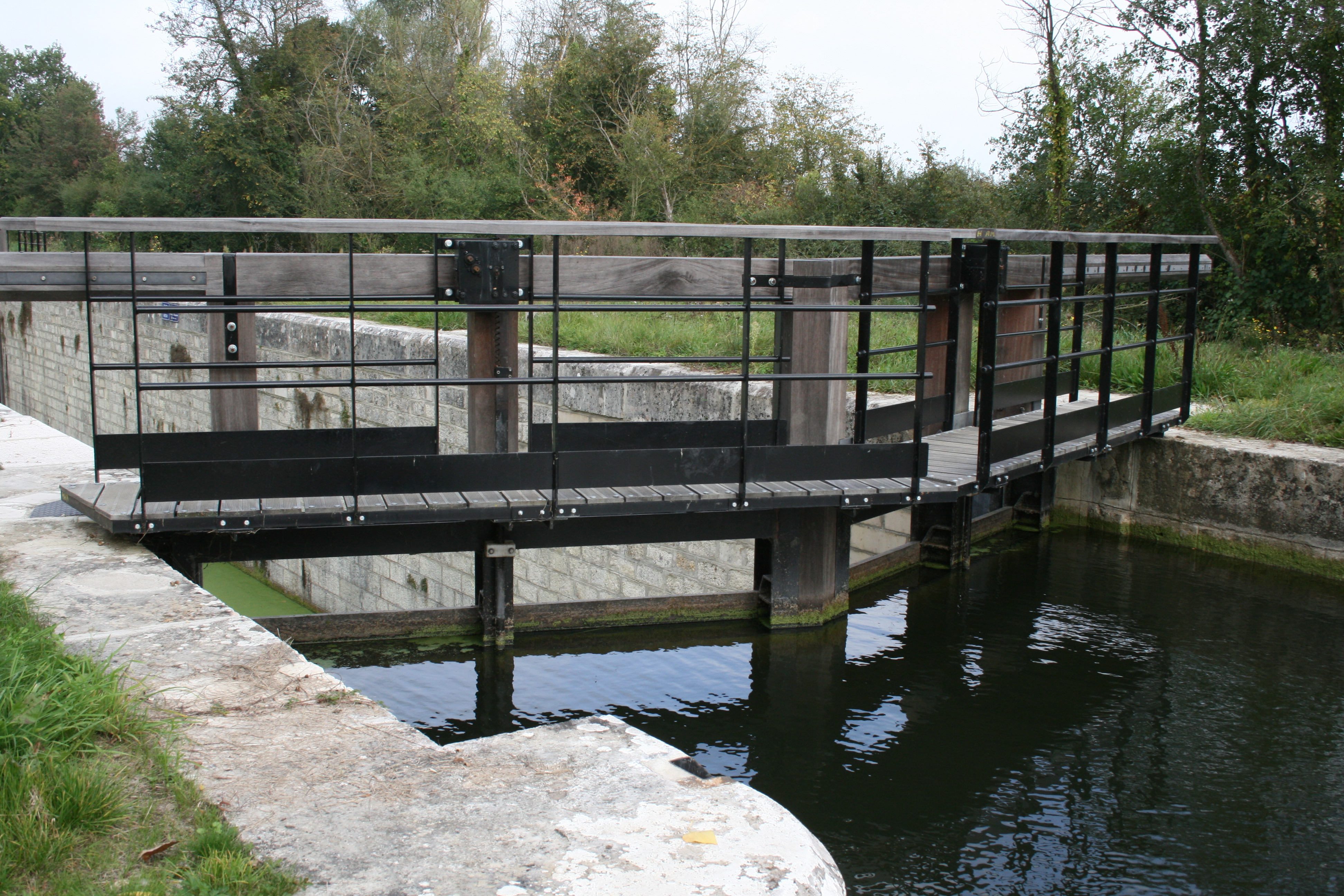
Portes amont, vues de l'amont.
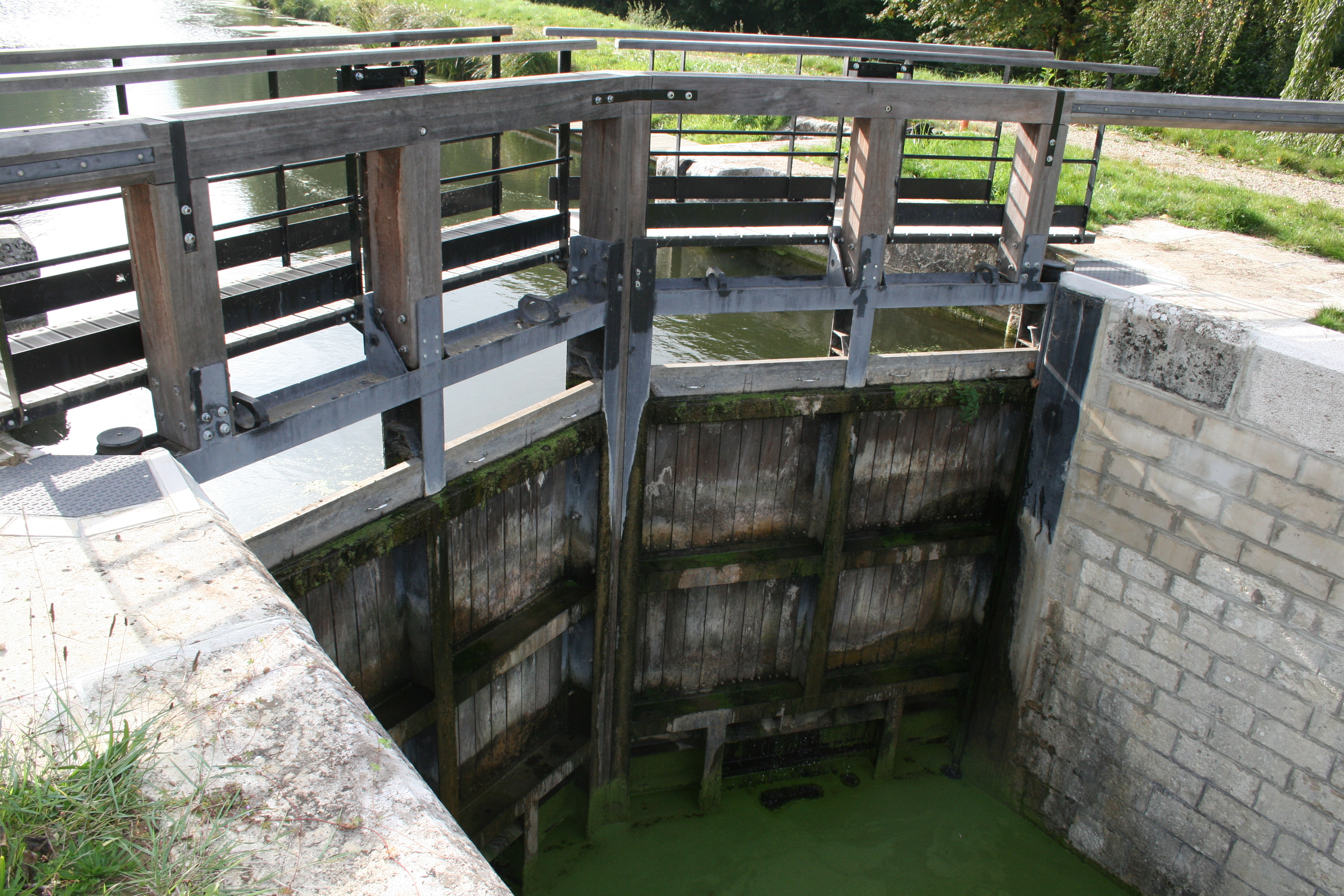
Portes amont, vue de l'aval.
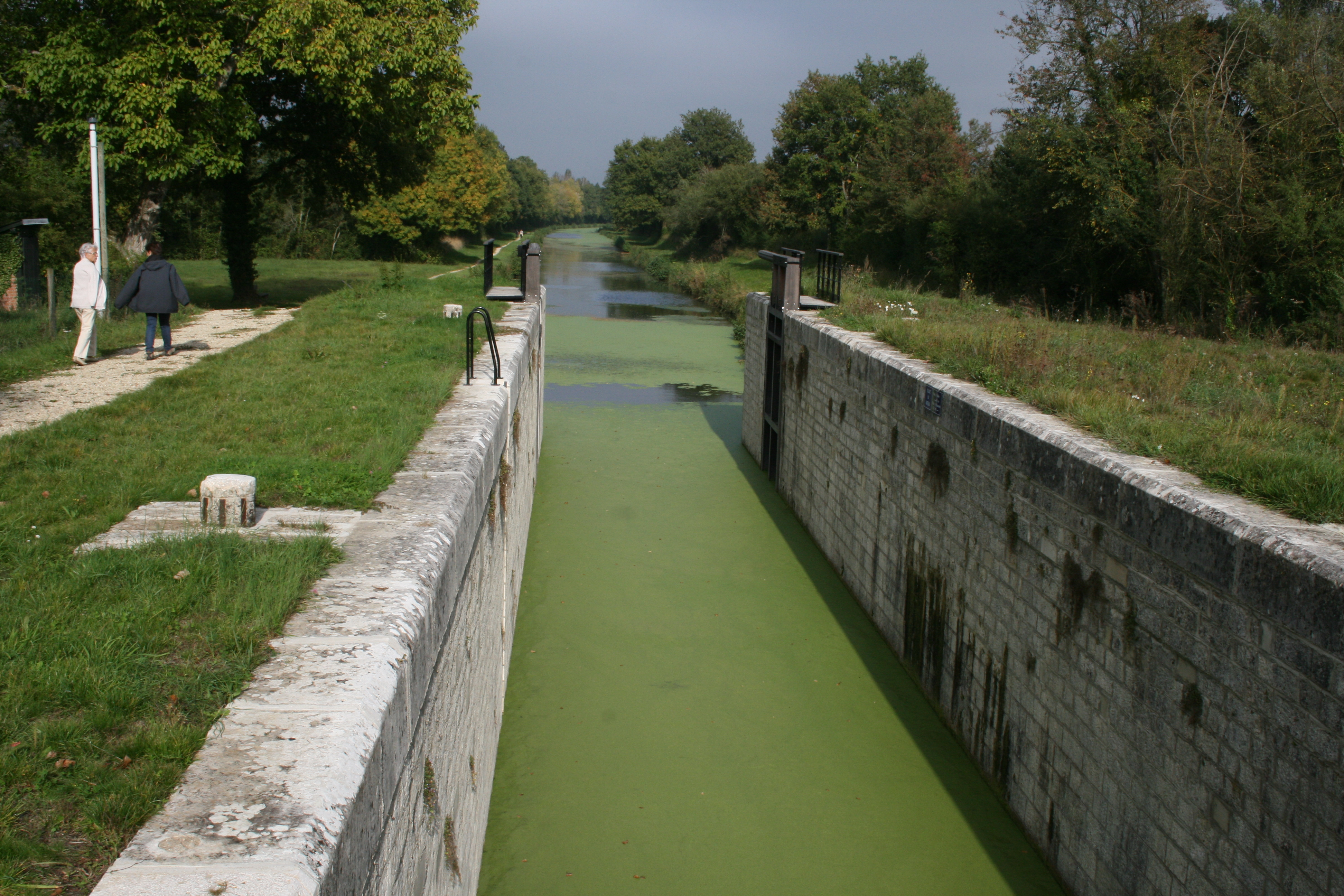
Vue du sas, recouvert de lentilles d'eau.
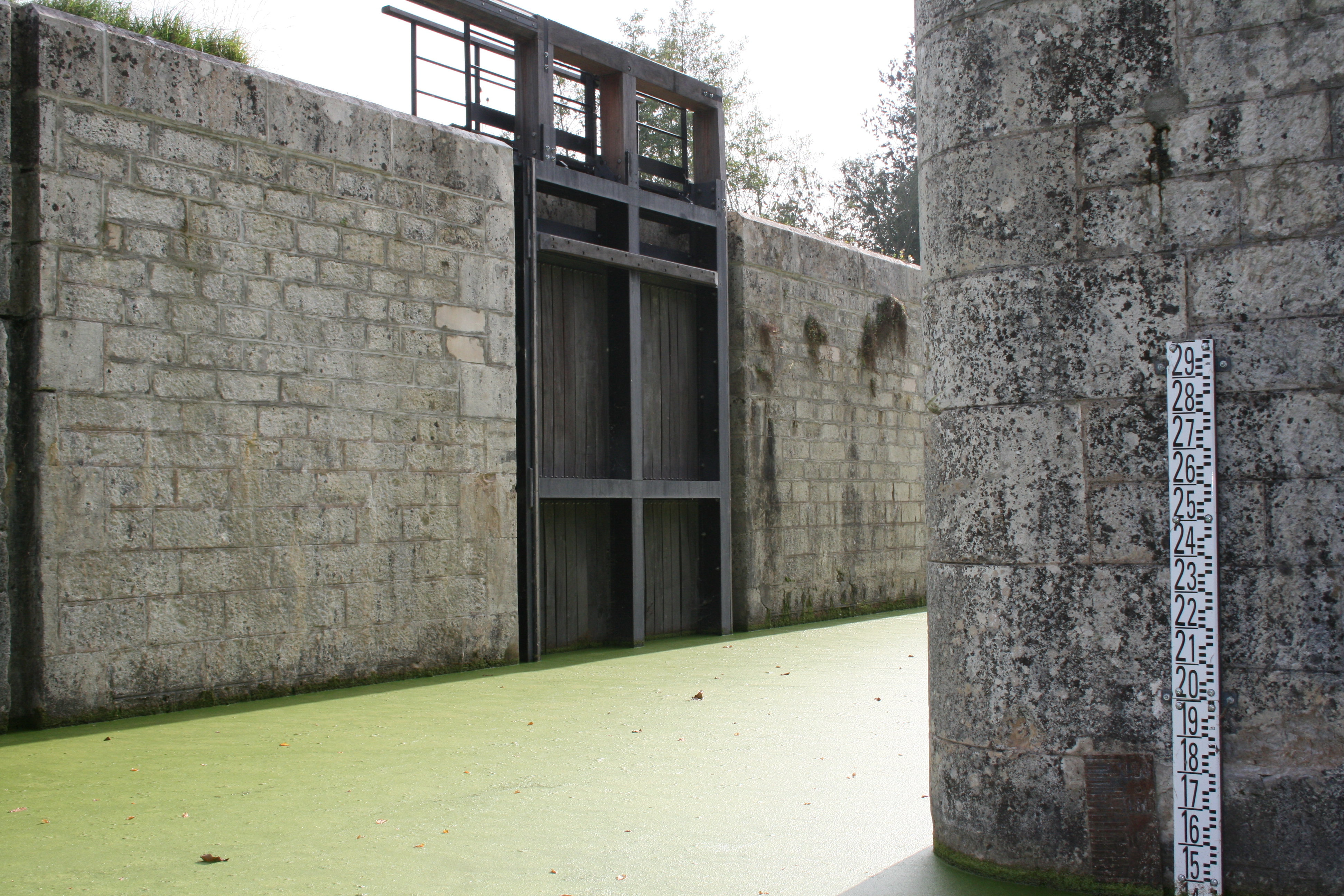
Portes aval.

## Pour approfondir